# Coëtlogon
Coëtlogon (Aussprache [kwɛtlogɔ̃], bretonisch: Koedlogon) ist eine ehemalige französische Gemeinde mit 225 (Stand: 1. Januar 2022) im Département Côtes-d’Armor in der Region Bretagne. Sie gehörte zum Arrondissement Saint-Brieuc. Die Bewohner werden Coëtlogonnais und Coëtlogonnaises genannt.
Der Erlass des Präfekten vom 4. September 2024 legte mit Wirkung zum 1. Januar 2025 die Eingliederung von Coëtlogon als Commune déléguée zusammen mit den früheren Gemeinden Plumieux und Le Cambout zur Commune nouvelle Plumieux fest.

## Geografie

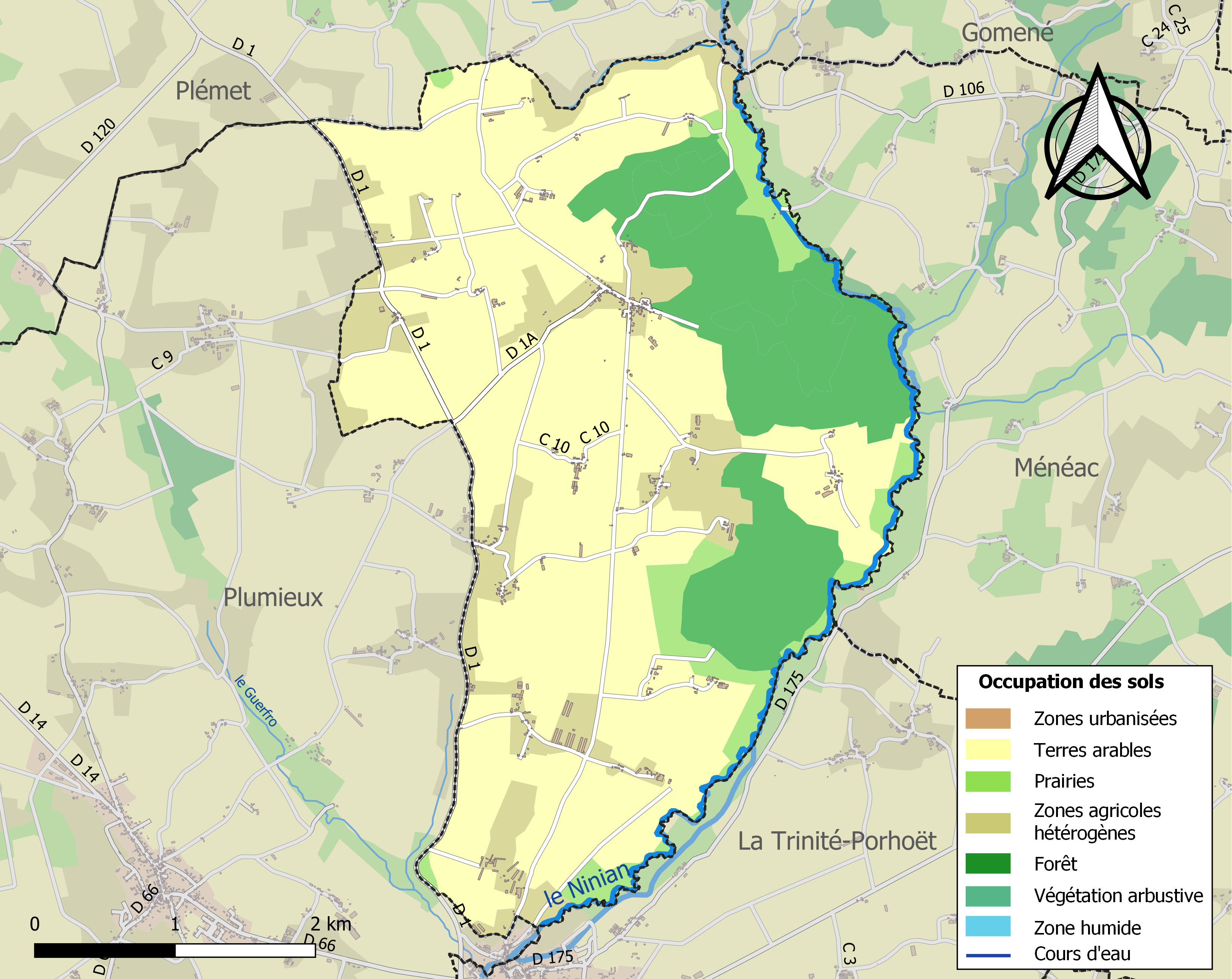
Bodennutzung und Infrastruktur von Coëtlogon (2018)

Coëtlogon liegt etwa 45 Kilometer südsüdöstlich von Saint-Brieuc und etwa 64 Kilometer westlich von Rennes. Der Ort befindet sich in der Haute-Bretagne an der Grenze zum benachbarten Département Morbihan. Das Ortsgebiet wird hauptsächlich vom Ninian entwässert, der es auf der gesamten Länge im Osten begrenzt. Das Zentrum liegt auf einer Höhe von etwa 160 m. Das Relief des Gebiets ist leicht hügelig mit einer maximalen Erhebung von 182 m im äußersten Nordwesten und minimal 77 m beim Austritt des Ninian im Süden aus dem Ortsgebiet.
Rund 79 % der Fläche von Coëtlogon werden landwirtschaftlich genutzt, rund 21 % sind bewaldet, besonders nach Osten hin (Stand: 2018).
Umgeben wird Coëtlogon von den Gemeinden Plémet im Nordwesten, Gomené im Nordosten, Ménéac (Morbihan) im Osten, La Trinité-Porhoët (Morbihan) im Süden und der Commune déléguée Plumieux im Westen.

## Toponymie und Geschichte
Coëtlogon stammt vom bretonischen „Coët“ (Wald) und dem Ort namens Logon. Eine Mühle namens Logon wurde im Jahr 1190 in einer Urkunde zugunsten der Abtei Sainte-Croix in Guingamp erwähnt. Coëtlogon war eine Filialgemeinde der Pfarrgemeinde Plumieux. Der Name Coetlogon wird seit 1248 erwähnt. Zu finden sind die folgenden Bezeichnungen: Coetlogon (1248), Coyllogon (1296), Quoetlogon (1396), Collogon (18. Jahrhundert).
Das Dorf entwickelte sich rund um die Burg. Nach der Unabhängigkeit von Plumieux wurde die Seigneurie Coëtlogon, die sich über zehn Pfarreien erstreckte, im Mai 1622 als Markgrafschaft unter der Leitung von René de Coëtlogon errichtet. Unter der Gerichtsbarkeit von La Trinité-Porhoët gestellt, fiel sie zuvor unter die Grafschaft Porhoët, dann unter das Herzogtum Rohan.
Das erste Schloss brannte im 17. Jahrhundert ab und der Bau des neuen Schlosses begann am 8. März 1728. Das Schloss ging 1742 in die Hände der Familie Carné über und wurde nach der Schlacht vom 17. Juli 1795 zerstört. Dabei wurde der Ritter Tinteniac getötet.
Durch Dekret vom 23. März 1875 wurde die von Plumieux getrennte Pfarrei Coëtlogon gegründet. Durch ein Dekret vom 14. Mai 1870 wurde der nordöstliche Teil der Gemeinde Plumieux abgetrennt, wodurch die neue Gemeinde Coëtlogon entstand.

## Bevölkerungsentwicklung
| Coëtlogon: Einwohnerzahlen von 1872 bis 2020                                                                               | Coëtlogon: Einwohnerzahlen von 1872 bis 2020 | Coëtlogon: Einwohnerzahlen von 1872 bis 2020 | Coëtlogon: Einwohnerzahlen von 1872 bis 2020 | Coëtlogon: Einwohnerzahlen von 1872 bis 2020 |
| --- | -------------------------------------------- | -------------------------------------------- | -------------------------------------------- | -------------------------------------------- |
| Jahr |                                              |                                              |                                              | Einwohner                                    |
| 1872 | 1872                                         |                                              | 656                                          | 656                                          |
| 1876 | 1876                                         |                                              | 692                                          | 692                                          |
| 1881 | 1881                                         |                                              | 720                                          | 720                                          |
| 1886 | 1886                                         |                                              | 730                                          | 730                                          |
| 1891 | 1891                                         |                                              | 758                                          | 758                                          |
| 1896 | 1896                                         |                                              | 748                                          | 748                                          |
| 1901 | 1901                                         |                                              | 766                                          | 766                                          |
| 1906 | 1906                                         |                                              | 721                                          | 721                                          |
| 1911 | 1911                                         |                                              | 743                                          | 743                                          |
| 1921 | 1921                                         |                                              | 625                                          | 625                                          |
| 1926 | 1926                                         |                                              | 631                                          | 631                                          |
| 1931 | 1931                                         |                                              | 597                                          | 597                                          |
| 1936 | 1936                                         |                                              | 609                                          | 609                                          |
| 1946 | 1946                                         |                                              | 525                                          | 525                                          |
| 1954 | 1954                                         |                                              | 455                                          | 455                                          |
| 1962 | 1962                                         |                                              | 466                                          | 466                                          |
| 1968 | 1968                                         |                                              | 430                                          | 430                                          |
| 1975 | 1975                                         |                                              | 383                                          | 383                                          |
| 1982 | 1982                                         |                                              | 315                                          | 315                                          |
| 1990 | 1990                                         |                                              | 261                                          | 261                                          |
| 1999 | 1999                                         |                                              | 249                                          | 249                                          |
| 2006 | 2006                                         |                                              | 236                                          | 236                                          |
| 2013 | 2013                                         |                                              | 238                                          | 238                                          |
| 2020 | 2020                                         |                                              | 209                                          | 209                                          |
| Quelle(n): EHESS/Cassini bis 1999, INSEE ab 2006 Anmerkung(en): Ab 1962 offizielle Zahlen ohne Einwohner mit Zweitwohnsitz |                                              |                                              |                                              |                                              |

## Sehenswürdigkeiten
- Pfarrkirche Saint-Thuriau, 1864 neu errichtet, zwischen 1913 und 1925 erweitert
- Herrenhaus in Le Cartier, im 18. Jahrhundert errichtet unter Wiederverwendung von Elementen aus dem 15./16. Jahrhundert
- Schloss in La Retenue mit Ziergarten, erbaut 1911
- Wegekreuz in La Pierre Longue aus dem 17. Jahrhundert, als Monument historique eingeschrieben

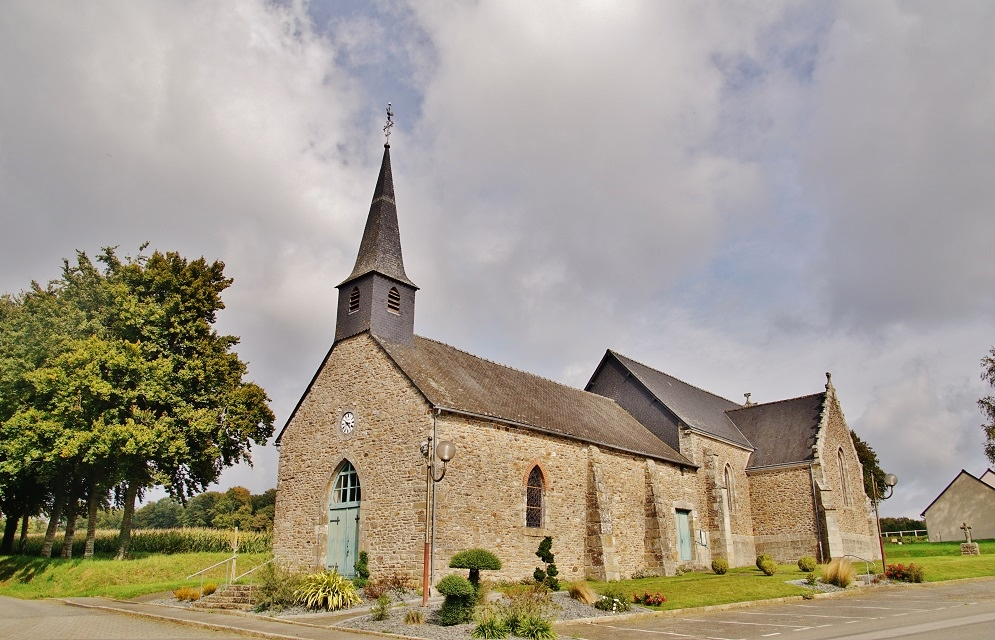
Pfarrkirche Saint-Thuriau
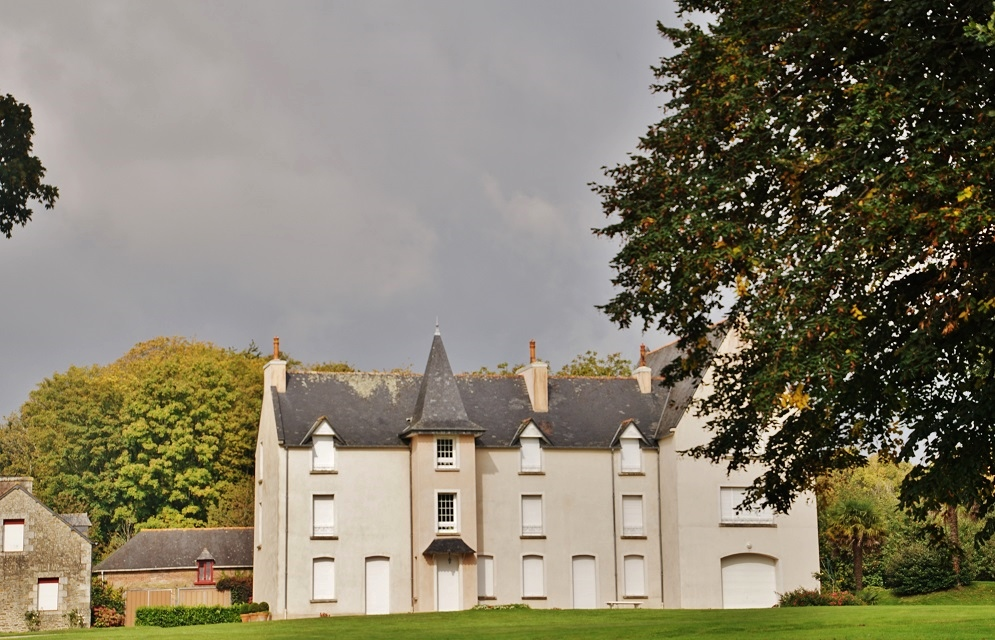
Schloss in La Retenue